# Norrnod

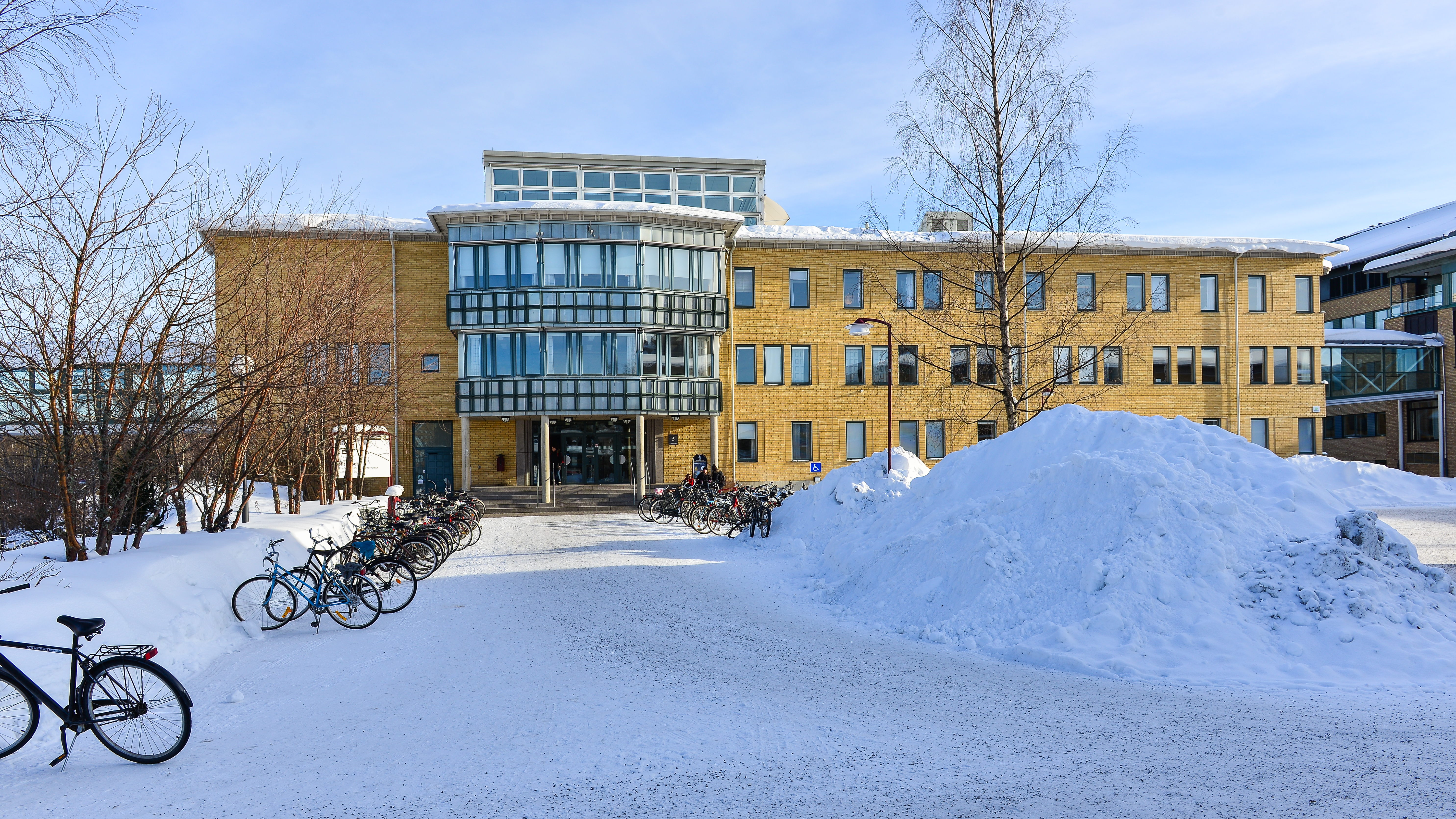
MIT-huset vid Umeå universitet.

Norrnod är en organisation med syftet att vara en länk mellan Umeå universitet och Umeå, ursprungligen grundad för att företag som knoppats av från Umeå universitet skulle få tillgång till bra internetförbindelse utan att "snylta" på universitetsdatanätet Sunet.
Norrnod skapades 1996 – med en första bandbredd om 2 Mbit/s – och blev grunden till stadsnätet i Umeå. Norrnod drivs av Enheten för IT-stöd och systemutveckling (ITS) vid Umeå universitet (tidigare: Umeå universitets datorcentral (UMDAC)) och har två kopplingspunkter, en i MIT-huset på universitetsområdet och en på Umestans Företagspark. 
Norrnod har två funktioner. Dels erbjuds lokala operatörer trafikutbyte (peering) vid de två internetknutpunkterna. Den andra funktionen är att sälja internetkapacitet till andra organisationer och företag.

## Anslutna operatörer
Under 2017 är sju operatörer anslutna till Norrnods internetknutpunkt med vardera 1 Gbps: AC-Net, Norrnod, Riksnet, Sunet, Umeå universitet samt – med 10 Gbps – A3 (en sammanslagning mellan AllTele och Telecom3 år 2017).